# Doryctes nobilis
Doryctes nobilis är en stekelart som först beskrevs av Christian Gottfried Daniel Nees von Esenbeck 1834.  Doryctes nobilis ingår i släktet Doryctes och familjen bracksteklar. Inga underarter finns listade i Catalogue of Life.